# Jean Wall
Pour les articles homonymes, voir Jean Wall (homonymie).
Jean Salomon Wallenstein dit Jean Wall, né le 31 décembre 1899 dans le 20e arrondissement de Paris et mort le 24 octobre 1959 dans le 16e arrondissement de Paris, est un acteur et réalisateur français.
Il repose dans la 4ème division du cimetière parisien de Bagneux (92)
Jean Wall a été l'élève de Lugné-Poe.
Il s'est marié deux fois, en juillet 1929 avec Yvonne Karsenty (1909-1981) une cousine de Marcel Karsenty, puis en 1949 avec Jeanne Gélabert (1916-2005),.

## Filmographie

### Comme acteur
- 1931 : Chair ardente de René Plaissetty : Florent
- 1931 : La Terreur des Batignolles d'Henri-Georges Clouzot (court métrage)
- 1932 : La Vagabonde de Solange Bussi
- 1932 : La Belle Marinière de Harry Lachmann : Valentin
- 1932 : Chair ardente de René Plaissetty
- 1933 : Mariage à responsabilité limitée de Jean de Limur
- 1933 : L'Ange gardien de Jean Choux : L'impresario
- 1934 : Mauvaise Graine d'Alexander Esway et Billy Wilder : Le Zèbre
- 1934 : The First Offence de Herbert Mason, version anglaise de Mauvaise Graine : Le Zèbre
- 1934 : Nous ne sommes plus des enfants de Augusto Genina
- 1935 : Amants et Voleurs de Raymond Bernard : Gabriel
- 1936 : Trois, six, neuf de Raymond Rouleau
- 1936 : 27, rue de la Paix de Richard Pottier : Furet
- 1936 : Les Mariages de Mademoiselle Lévy de André Hugon : Serge Wolff
- 1936 : Mister Flow de Robert Siodmak : Pierre
- 1937 : La Dame de Malacca de Marc Allégret : le médecin-major
- 1938 : Durand bijoutier de Jean Stelli
- 1939 : La Loi du nord de Jacques Feyder : L'avocat général
- 1945 : L'Ange qu'on m'a donné de Jean Choux : Jules
- 1945 : La Tentation de Barbizon de Jean Stelli : Le juge d'instruction
- 1945 : Seul dans la nuit de Christian Stengel : M. Marchaud
- 1945 : La Part de l'ombre de Jean Delannoy : Robert Ancelot
- 1945 : Le Bataillon du ciel d'Alexander Esway : Ben Sassem
- 1946 : Le Beau Voyage de Louis Cuny
- 1947 : Carrefour des passions (Gli uomini sono nemici) d'Ettore Giannini : Jean Claes
- 1947 : Non coupable d'Henri Decoin : Le docteur Dumont
- 1947 : Le Village perdu de Christian Stengel : M. Tancraz
- 1948 : L'Impeccable Henri de Carlo Felice Tavano : Gérard
- 1949 : Le Roi de Marc-Gilbert Sauvajon : Le Lorrain
- 1950 : Ma pomme de Marc-Gilbert Sauvajon
- 1950 : Bille de clown de Jean Wall : Maître Lemeunier
- 1952 : C'est arrivé à Paris de Henri Lavorel et John Berry : Hugo
- 1953 : Raspoutine de Georges Combret : L'archimandrite Bréhant
- 1955 : Frou-Frou d'Augusto Genina : Jean Sabatier, mari de Frou-Frou
- 1955 : La Princesse du Danube bleu (An der schönen blauen Donau) de Hans Schweikart : Emser, le premier ministre
- 1956 : Mon coquin de père de Georges Lacombe : Roger Taloire
- 1958 : Un drôle de dimanche de Marc Allégret : M. Saunier, le directeur de l'agence de publicité
- 1958 : Ascenseur pour l'échafaud de Louis Malle : Simon Carala
- 1958 : Les Grandes Familles de Denys de La Patellière : Pierre Leroy
- 1958 : Oh ! Qué mambo de John Berry : Bob
- 1959 : Secret professionnel de Raoul André : Le chirurgien-chef

### Réalisateur
- 1948 : Bonheur en location (réalisateur et dialoguiste)
- 1950 : Bille de clown (réalisateur et acteur)

## Théâtre

### Comédien
- 1923 : Nocturne basque de Charles Esquier et Paul Desachy, Théâtre des Deux Masques
- 1929 : L'Escalier de service de Georges Oltramare, Théâtre Michel
- 1929 : Durand, bijoutier de Léopold Marchand, Théâtre Saint-Georges
- 1929 : Je t'attendais de Jacques Natanson, Théâtre Michel
- 1929 : Topaze de Marcel Pagnol pour la tournée Karsenty, Roger de Berville[5]
- 1931 : La Ligne de cœur de Claude-André Puget, mise en scène Pierre Fresnay, Théâtre Michel
- 1932 : Amitié de Michel Mourguet, mise en scène Raymond Rouleau, Théâtre des Nouveautés
- 1932 : Trois et une de Denys Amiel, mise en scène Jacques Baumer, Théâtre Saint-Georges
- 1936 : Trois...Six...Neuf... de Michel Duran, mise en scène Jean Wall, Théâtre Michel
- 1937 : Le Voyage d'Henry Bataille, mise en scène Henry Bernstein, Théâtre du Gymnase
- 1938 : Cavalier seul de Jean Nohain et Maurice Diamant-Berger, Théâtre du Gymnase
- 1945 : Rebecca de Daphne du Maurier, mise en scène Jean Wall, Théâtre de Paris
- 1946 : Bonne Chance Denis de Michel Duran, mise en scène Raymond Rouleau, Théâtre de l'Œuvre
- 1950 : Le Voyage de Henry Bataille, mise en scène Henri Bernstein, Théâtre des Ambassadeurs
- 1951 : Tapage nocturne de Marc-Gilbert Sauvajon, mise en scène Jean Wall, Théâtre Edouard VII
- 1953 : Félix d'Henri Bernstein, mise en scène de l'auteur, Théâtre des Célestins, tournée Karsenty
- 1953 : Le Coup de grâce de Joseph Kessel et Maurice Druon, mise en scène Jean Wall, Théâtre du Gymnase
- 1954 : Adorable Julia de Marc-Gilbert Sauvajon et Guy Bolton d'après Somerset Maugham, mise en scène Jean Wall, Théâtre du Gymnase
- 1957 : Adorable Julia de Marc-Gilbert Sauvajon et Guy Bolton d'après Somerset Maugham, mise en scène Jean Wall, Théâtre du Gymnase
- 1959 : La Collection Dressen de Harry Kurnitz, adaptation Marc-Gilbert Sauvajon, mise en scène Jean Wall, Théâtre de la Madeleine

### Metteur en scène
- 1934 : Les Amants terribles de Noël Coward, Théâtre Michel
- 1936 : Trois...Six...Neuf... de Michel Duran, Théâtre Michel
- 1937 : Baignoire B. de Maurice Diamant-Berger, Théâtre Marigny
- 1938 : Duo de Paul Géraldy, Théâtre Saint-Georges
- 1939 : L'Amant de paille de Marc-Gilbert Sauvajon et André Bost, Théâtre Michel
- 1944 : Un homme comme les autres d'Armand Salacrou, Théâtre Saint-Georges
- 1944 : Le Dîner de famille de Jean Bernard-Luc, Théâtre de la Michodière
- 1945 : Un ami viendra ce soir d'Yvan Noé et Jacques Companeez, Théâtre de Paris
- 1945 : Rebecca de Daphne du Maurier, adaptation René Laporte, Théâtre de Paris
- 1945 : N'importe comment ! de Noel Coward, (Le Spectacle des Alliés) Théâtre Pigalle
- 1945 : Les Jeunes Filles de Léopold Marchand, Théâtre de la Madeleine
- 1946 : George et Margaret de Gerald Savory, mise en scène et coadaptation avec Marc-Gilbert Sauvajon, Théâtre des Nouveautés
- 1946 : Valérie de Eddy Ghilain, Théâtre de Paris
- 1947 : Les Enfants d’Édouard de Frederic Jackson et Roland Bottomley, adaptation Marc-Gilbert Sauvajon, Théâtre de la Madeleine
- 1948 : Les Enfants d'Édouard de Frederic Jackson et Roland Bottomley, adaptation Marc-Gilbert Sauvajon, Théâtre Edouard VII
- 1949 : Plume au vent comédie musicale de Jean Nohain et Claude Pingault, Théâtre des Célestins
- 1949 : La Galette des Rois de Roger Ferdinand, Théâtre Daunou
- 1950 : George et Margaret de Marc-Gilbert Sauvajon et Jean Wall, Théâtre Daunou
- 1950 : Chéri de Colette, Théâtre de la Madeleine
- 1950 : Ami-ami de Pierre Barillet et Jean-Pierre Grédy, Théâtre Daunou
- 1951 : La Seconde de Colette, Théâtre de la Madeleine
- 1951 : Tapage nocturne de Marc-Gilbert Sauvajon, Théâtre Edouard VII
- 1952 : Le Bon Débarras de Pierre Barillet et Jean-Pierre Grédy, Théâtre Daunou
- 1953 : Les Amants terribles de Noel Coward, Théâtre du Gymnase
- 1953 : Le Coup de grâce de Joseph Kessel et Maurice Druon, Théâtre du Gymnase
- 1954 : Adorable Julia de Marc-Gilbert Sauvajon et Guy Bolton d'après Somerset Maugham, Théâtre du Gymnase
- 1956 : La Plume de Pierre Barillet et Jean-Pierre Grédy, Théâtre Daunou
- 1956 : La Profession de Madame Warren de George Bernard Shaw, Théâtre de l'Athénée
- 1957 : Auguste de Raymond Castans, Théâtre des Nouveautés
- 1957 : Adorable Julia de Marc-Gilbert Sauvajon et Guy Bolton d'après Somerset Maugham, Théâtre du Gymnase
- 1958 : Ami-ami de Pierre Barillet et Jean-Pierre Grédy, Théâtre Antoine
- 1958 : De passage à Paris de Michel André, Petit Théâtre de Paris
- 1959 : Les Choutes de Pierre Barillet et Jean-Pierre Grédy, Théâtre des Nouveautés
- 1959 : La Collection Dressen de Harry Kurnitz, adaptation Marc-Gilbert Sauvajon,  Théâtre de la Madeleine